# مدارس دا فينشي
مدارس دا فينشي هي مدارس ثانوية صغيرة تقع في مناطق هوثورن، والسيغوندو ومانهاتن بيتش وريدوندو بيتش في لوس أنجلوس، كاليفورنيا، الولايات المتحدة، على مقربة من شركات الطيران الرائدة وشركات التكنولوجيا المتقدمة وشركات التصميم والجامعات الكبرى.
ومدارس دا فينشي مكرسة لإعداد الطلاب لاستكمال دراستهم الجامعية والحصول على فرص عمل القرن الحادي والعشرين من خلال المنهج الدراسي متعدد التخصصات «التعلم بالتجربة» القائم على مشاريع تتجاوز معايير المحتوى التعليمي الخاص بالولاية ومتطلبات القبول الجامعي الخاصة بولاية كاليفورنيا. وتتيح مدارس دا فينشي للطلاب إقامة علاقة وثيقة مع المدرسين والشراكات المجتمعية والعلاقات التوجيهية مع متخصصي الصناعة وبرامج تعريفية بالوظائف في الصف العاشر ودورات تدريبية داخلية في الصفين الحادي عشر والثاني عشر وبرنامج جامعي مبكر يتم فيه تسجيل الطلاب في فصول الكليات في نفس توقيت حصولهم على شهادة الدراسة الثانوية.
ونالت مدارس دا فينشي، التي تأسست عام 2009، شهرة في مجال التعليم بالتجربة واشتهرت بأنها نموذج شراكة بين القطاعين العام والخاص حيث تقوم فيه الصناعة بتحديد مجموعات المهارات الواقعية اللازمة لإعداد الطلاب لوظائف في الاقتصاد العالمي حاليًا. في عام 2010، قال كبير معلمي كاليفورنيا والمشرف السابق على التعليم العام في ولاية كاليفورنيا جاك أوكونيل (Jack O'Connell) إن مدارس دا فينشي يجب أن تكون «نموذجًا للمدارس الحكومية الأخرى في الولاية» وأن الطلاب يتعلمون عن طريق المشروعات التجريبية التي تعدهم وتزودهم بمهارات القرن الحادي والعشرين اللازمة للنجاح في الدراسة الجامعية والبيئات الوظيفية العالمية. وذكرت صحيفة لوس انجليس تايمز أن مدارس دا فينشي تقدم نموذجًا تعليميًا من شأنه أن يجعل ليوناردو دا فينشي (Leonardo da Vinci) فخورًا.
في أكتوبر 2010، أشارات وزارة الخارجية الأمريكية إلى مدرسة دا فينشي للعلوم بأنها مثال على «أفضل الممارسات» الذي يوضح كيف يمكن للصناعة والحكومة والمؤسسات الأكاديمية ومجتمع التعليم الأساسي والثانوي أن يتعاونوا لإشراك الطلاب في تعليم العلوم والتكنولوجيا والهندسة والرياضيات. في عام 2011، اختارت الجمعية الأمريكية للتعليم الهندسي (ASEE)/مجلس الشركات الأعضاء (CMC) مدرسة دافينشي للعلوم لتكون الفائزة بجائزة التميز لعام 2011 في مجال تعاون التعليم الهندسي عن تعاونها واسع النطاق مع شركة نورثروب غرومان ومع الجامعات الرائدة التي تدعم التعليم الهندسي للشباب.
في العام الدراسي الافتتاحي 2009-2010 لطلاب مدارس دا فينشي البالغ عددهم 448 طالبًا كان هؤلاء الطلاب يأتون من 96 مدرسة مختلفة وينتمون إلى 38 رمزًا بريديًا مختلفًا.
في عام 2012، سوف يكتمل تسجيل الطلاب في مدارس دافينشي الثانوية مع ما يقارب 500 طالب لكل مدرسة في الصفوف من التاسع إلى الثاني عشر.
والمدير التنفيذي لمدارس دافينشي هو الدكتور ماثيو واندر (Matthew Wunder). ويعمل ستيف واليس (Steve Wallis) كرئيس لمدرسة دا فينشي للعلوم وكولين أوبويل (Collen O'Boyle) هو رئيس مدرسة دا فينشي للتصميم. ودكتور نيكول تيمبل أسيسي (Nicole Tempel Assisi) هو رئيس أكاديمية دا فينشي للابتكار.
مدارس دا فينشي معتمدة كليًا من قِبل الرابطة الغربية للمدارس والكليات نسخة محفوظة 1 مارس 2011 على موقع واي باك مشين. (WASC) وعضو في ائتلاف المدارس الأساسية.

## معلومات تاريخية
تم افتتاح مدارس دا فينشي في أغسطس 2009 كمدارس ثانوية مستقلة. وتتم إدارة مدارس دا فينشي من قِبل Wiseburn 21st Century Charter Schools، وهي وكالة تعليمية محلية مستقلة معتمدة من قِبل إدارة وايزبيرن للمدارس وزارة التعليم بولاية كاليفورنيا.
وتم اقتراح اسم مدارس دا فينشي من قِبل طلاب في ورشة عمل تفكيرية في عام 2008 لأن ليوناردو دا فينشي كان يُوصف في كثير من الأحيان باسم فنان وعالم ومهندس عصر النهضة النموذجي الأصلي الذي تعلم عن طريق الممارسة.
ويتم القبول في مدارس دا فينشي عن طريق القرعة وفقًا لقانون ميثاق كاليفورنيا. ويُمنح الطلاب الذين يقيمون في منطقة وايزبيرن أفضلية في دخول مدارس دا فينشي.
وبالنسبة للعام الدراسي 2009-2010، كان يعمل بمدارس دا فينشي 21 مدرسًا بدوام كامل، 16 منهم حاصلون على درجات الماجستير وأربعة مدرسين معتمدين من قِبل المجلس الوطني. ومدرسو المواد الأساسية لا يعلمون أكثر من 64 طالبًا في الفصل الدراسي. ويتم منح المدرسين 18 يومًا للتطوير المهني و5 ساعات أسبوعيًا للتخطيط التعاوني والتعلم من العلماء والمصممين وغيرهم من رواد الصناعة.
في عام 2010، حصلت مدارس دا فينشي على الاعتماد الكامل من قِبل الرابطة الغربية للمدارس والكليات (WASC) لمدة أربع سنوات.
في عام 2011، غيرت مدرسة دا فينشي للتصميم موقعها لاستيعاب أعداد الطلاب المتزايدة. وتم استخدام موقع المدرسة الأصلي لتوسعة مدرسة دا فينشي للعلوم وكذلك لتوسعة أكاديمية دا فينشي للابتكار.
في أغسطس 2011، افتتحت مدارس دا فينشي أكاديمية دا فينشي للابتكار، وهي نموذج تعليمي هجين وجديد لطلاب الصف الثامن والذي يجمع بين التعليم في موقع المدرس والتعليم المنزلي.

## المدارس
تضم مدارس دا فينشي حاليًا 3 مرافق في مدينة هاوثورن.
دا فينشي للتصميم هي مدرسة ينصب تركيزها على منهج دراسي من شأنه أن يعد الطلاب لوظائف القرن الحادي والعشرين في مجالات الإعلان والهندسة المعمارية والتصميم الرقمي والتصميم الصناعي وتصميم المنتجات وتصميم تجربة المستخدمين وغيرها من الوظائف التي تتطلب مهارات في الآداب والعلوم والتكنولوجيا.
مدرسة دا فينشي للعلوم هي مدرسة ينصب تركيزها على مجالات العلوم والتكنولوجيا والهندسة والرياضيات (STEM) مع تزويد الطلاب بالتجربة العملية.
أكاديمية دا فينشي للابتكار تم افتتاحها في أغسطس 2011 لتكون بمثابة نموذجٍ تعليمي هجين جديد لطلاب الصف الثامن والتي تجمع بين التعليم في المدرسة والتعلم القائم على المنزل.

## مجلس الأمناء
الرئيس - تشيت بيبكين (Chet Pipkin)، المؤسس ورئيس مجلس الإدارة والمدير التنفيذي بلكين إنترناشيونال (Belkin International)
نائب الرئيس - دكتور دونالد بران (Donald Brann)، مدير سابق لإدارة وايزبيرن التعليمية، وعضو حالي في مجلس مدينة السيغوندو
أمين الصندوق - جاري وايلاند (Gary Wayland)، Wayland & Vukadinovich, LLP ورئيس مؤسسة مانهاتن بيتش الرياضية (Manhattan Beach Athletic Foundation)
أمين - أرت لوفتون (Art Lofton)، نائب رئيس قسم أنظمة الفضاء بشركة نورثروب غرومان، مدير حلول تكنولوجيا المعلومات.
أمين - شيريل كوك (Cheryl Cook)، ناشطة اجتماعية، دا فينشي للعلوم.

## المنهج والفلسفة
التعليم القائم على المشروعات (PBL) هو عبارة عن منهج التعلم بالتجربة يعمل على دمج الموضوعات الرئيسية في مشاكل الحياة الواقعية المطلوب حلها. ويعمل المدرسون في فرق عمل مع بعضهم البعض لتحديد المعايير والمهارات الأساسية لولاية كاليفورنيا التي يتعين تناولها على مستوى الصفوف التعليمية. ويعمل المدرسون على التخطيط للمنهج الدراسي والسعي لخلق مشروعات تركز على فكرة هامة وتواصل مع العالم الواقعي. ويعمل الطلاب في فرق عمل لخلق منتج نهائي يظهر إتقان معايير المحتوى ويبين المهارات الرئيسية. وأحد أهم جوانب التعليم القائم على مشروعات هو العرض التقديمي العام للعمل المنجز، حيث إن التقييم يقوم على قدرة الطلاب على تفصيل وتوضيح المحتوى والمهارات المكتسبة. في أحد المشروعات الهندسية التي تمت مؤخرًا، تعلم الطلاب موضوعات في الميكانيكا والحركة، ثم قاموا بإنشاء منجنيق على غرار ما كان يُستخدم في العصور الوسطى لحساب مسار الكرة من نقطة إطلاقها إلى نقطة نهايتها وذلك عن طريق معادلة تربيعية.
ويتم قياس تقدم الطلاب وتقييمهم من خلال اختبارات وأسئلة تقليدية وعروض تقديمية عامة للمواضيع التعليمية والعروض والمحافظ الرقمية.
ولكي يستطيع طلاب مدارس دا فينشي التخرج، يتعين عليهم استكمال 4 سنوات من دراسة اللغة الإنجليزية و3 سنوات من الدراسات الاجتماعية و3 سنوات من الرياضيات و3 سنوات من العلوم وفصلين دراسيين من تعلم لغة أجنبية وعام واحد من تعلم الآداب. ويتعين عليهم أيضًا استكمال 3 عروض تقديمية تعليمية وفترتين تدريبيتين داخليتين ومشروع رئيسي ومشروع تعلم الخدمة و3 دورات جامعية مبكرة.

## وصلات خارجية
- Da Vinci Schools